# Long Island (Papouasie-Nouvelle-Guinée)
Pour les articles homonymes, voir Long Island.
Long Island (« île longue » en français) est une île volcanique de Papouasie-Nouvelle-Guinée, avec un volcan de 1 280 m de haut, dont la dernière éruption remonte à 1993. Sa superficie est de 500 km². Elle fait partie du district de Rai Coast, dans la province de Madang.
Elle est séparée de la Nouvelle-Guinée par le détroit de Vitiaz. C'est Abel Tasman qui la cartographia en 1643 mais il la considéra par erreur comme faisant partie de la Nouvelle-Guinée.

### Webographie
- Global Volcanism Program: Long Island